# 高安 (成化進士)
高安（1445年—？），字曰恭，河南開封府雎州人，民籍。明朝政治人物。進士出身。

## 生平
河南鄉試第六名。成化五年（1469年）乙丑科會試第一百三十七名，殿試登進士第三甲第四名。

## 家族
曾祖高仲名，曾任府同知。祖父高貴。父亲高能。